# Plaże Agnes
Plaże Agnes (fr.: Les plages d'Agnès, 2008) – francuski film dokumentalny w reżyserii Agnès Vardy.

## Obsada
- Mathieu Demy
- Agnès Varda
- Rosalie Varda
- Andre Lubrano
- Blaise Fournier
- Vincent Fournier
- Andree Vilar
- Stephane Vilar
- Christophe Vilar
- Alain Rene